# Slowenisches Museum für Naturgeschichte

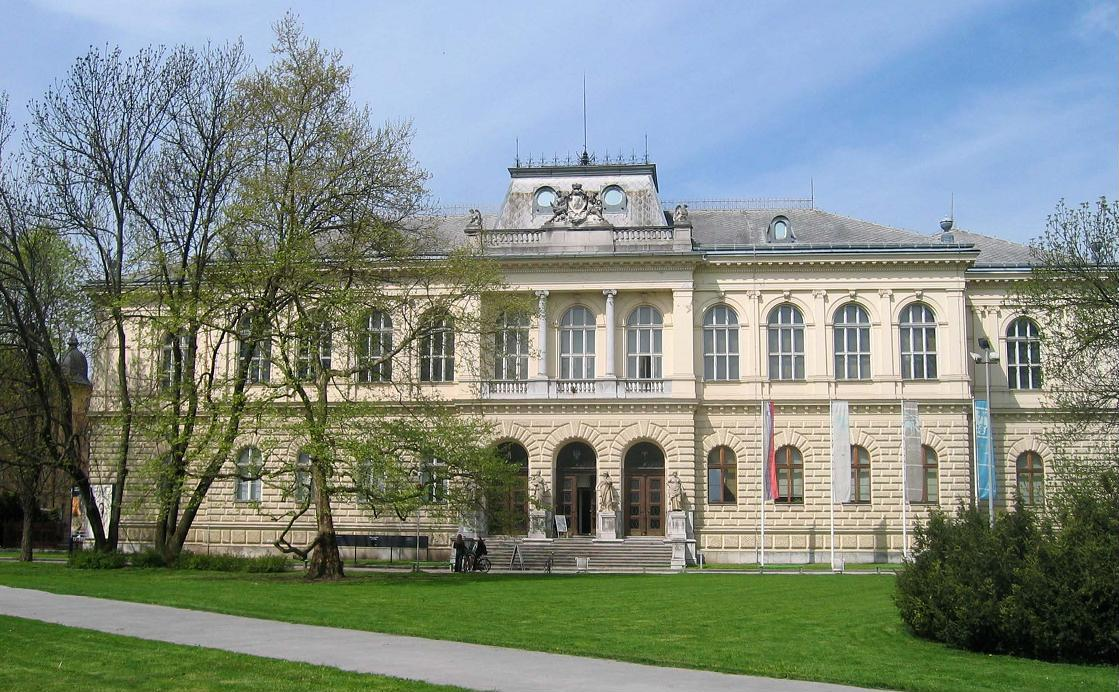
Gebäude des Slowenischen Museums für Naturgeschichte und des Slowenischen Nationalmuseums in Ljubljana

Das Slowenische Museum für Naturgeschichte (slowenisch Prirodoslovni muzej Slovenije, PMS; lateinisch Museum Historiae Naturalis Sloveniae) ist ein naturhistorisches Nationalmuseum in Slowenien. Das Museum verfügt über nationale, europäische und weltweite Sammlungen, die die Veränderungen der Biodiversität, die Entwicklung des naturkundlichen Denkens sowie verschiedene Techniken der Sammlung und Präparation von Proben demonstrieren. Seine Forschungsaktivitäten konzentrieren sich auf das Naturerbe Sloweniens.
Das Museum befindet sich im Stadtzentrum von Ljubljana in der Nähe des Tivoli-Parks. Zusammen mit dem Slowenischen Nationalmuseum ist es in einem Gebäude aus dem Jahr 1885 untergebracht, das nach Plänen des Wiener Architekten Wilhelm Rezori und des Baumeisters Wilhelm Treo aus Ljubljana errichtet wurde.
Das Wahrzeichen des Museums ist ein fast vollständiges Wollmammut-Skelett, das 1938 in Nevlje bei Kamnik gefunden wurde.

## Geschichte
Die Einrichtung wurde per Erlass des österreichischen Kaisers Franz I. als Krainer Landesmuseum gegründet und fand zunächst seine Räumlichkeiten im Lyzeum von Ljubljana am Vodnik-Platz. 1831 (10 Jahre nach seiner Gründung) eröffnete das Museum seine erste Dauerausstellung. 1882 ließ Kaiser Franz-Joseph I. den Namen „Rudolfinum“ (zu Ehren des damaligen österreichischen Thronfolgers) in den Namen der Institution aufnehmen. 1921 wurde die Einrichtung in Nationalmuseum umbenannt, 1944 aufgeteilt in das Slowenische Nationalmuseum und das Slowenische Museum für Naturgeschichte (damals unter der Bezeichnung Naturkundemuseum).

## Dauerausstellungen (Auswahl)
- Botanischer Garten 'Alpinum Juliana' in Trenta
- Geological-palaentological collection
- Herbarium Collection
- Forest, marsh and Alpine dioramas